# Kapellenstraße (Thomm)
Die Kapellenstraße ist eine Innerortsstraße in Thomm im Landkreis Trier-Saarburg, Rheinland-Pfalz, und ein Teil der Kreisstraße 82. Sie führt von der Ortsmitte an der alten Schule und an der Marienkapelle vorbei bis zum Ortsausgang in Richtung Osburg-Neuhaus/Hermeskeil. Angrenzende Straßen sind die Trierer Straße (Kreisstraße 82), die Kirchstraße, die Borngasse, der Theisbungert, die Römerstraße, der Altenweg und Auf der Heide.
Der Teil von der Ortsmitte bis zur alten Schule hieß früher Körtelgasse und der restliche Teil hieß Osburger Weg. Heute bezeichnet Osburger Weg eine Straße im Neubaugebiet von Thomm. Der Teil der Kapellenstraße von der namensgebenden Marienkapelle bis zum Ortsausgang wird auch als Siedlung bezeichnet. Dort befinden sich mit Schiefer verkleidete Häuser, die einst für Vertriebene errichtet wurden. Bei der Marienkapelle handelt es sich um einen Schieferbruchsteinbau aus dem späten 19. Jahrhundert.
Der Schiefer-Wackenweg verläuft auf einem kleinen Teilstück über die Kapellenstraße. Der Grubenwanderweg führt von der Kapellenstraße in östlicher Richtung zum Thommer Born, zu den Thommer Schiefergruben und zum Besucherbergwerk Fell.

## Bilder

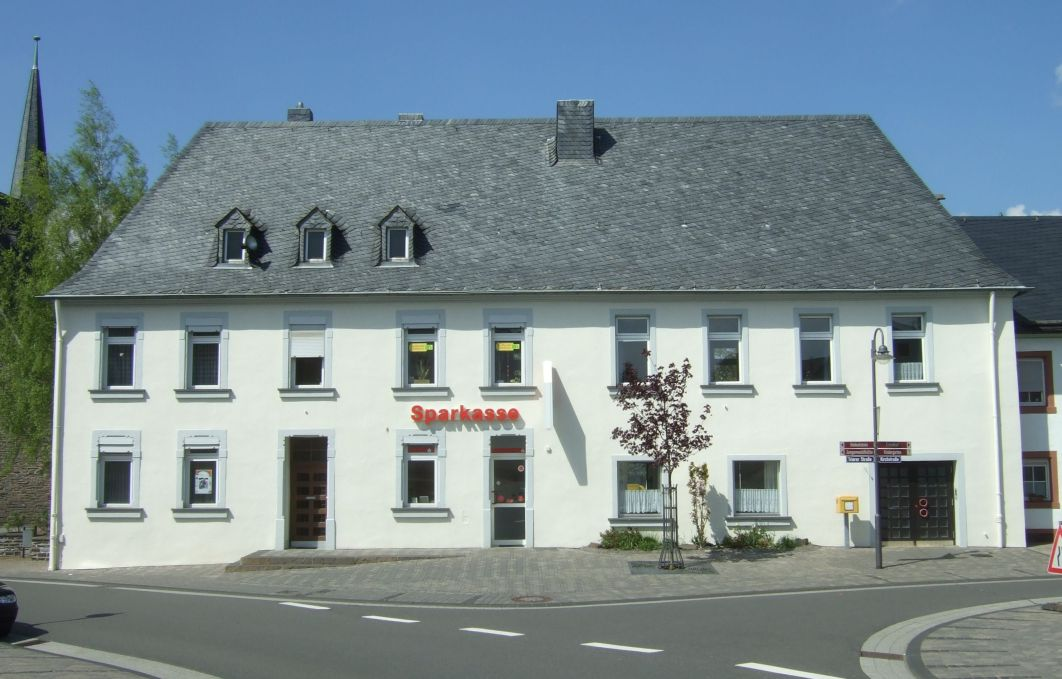
Ortsmitte
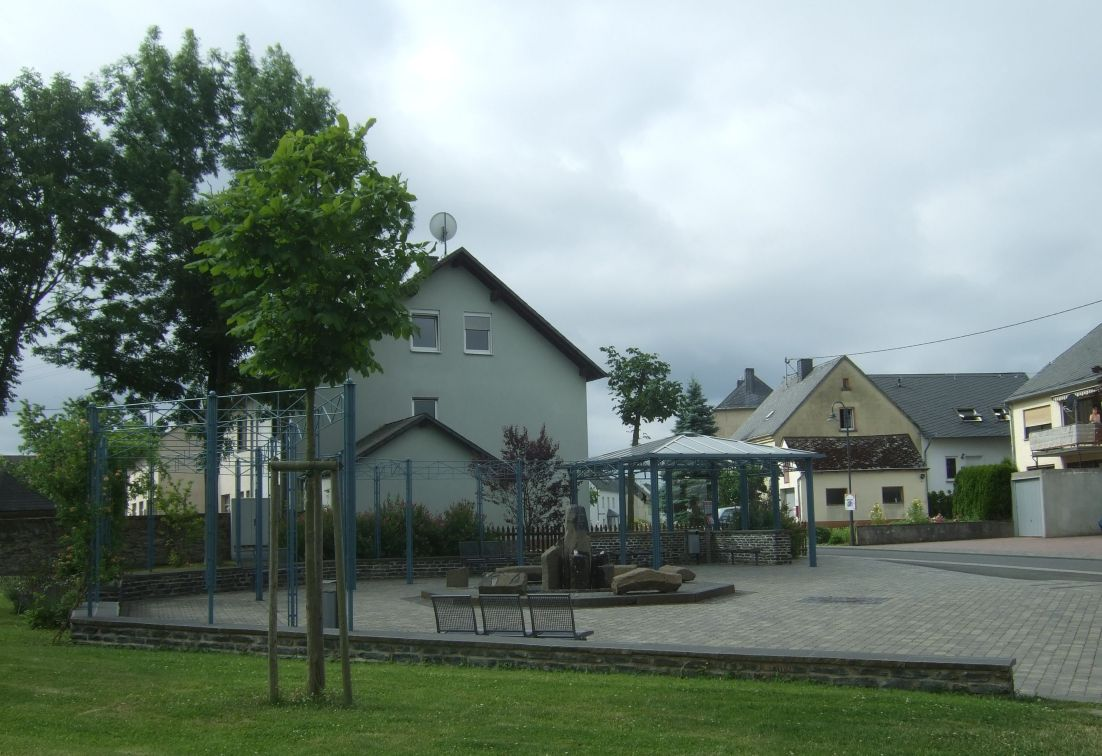
Dorfplatz
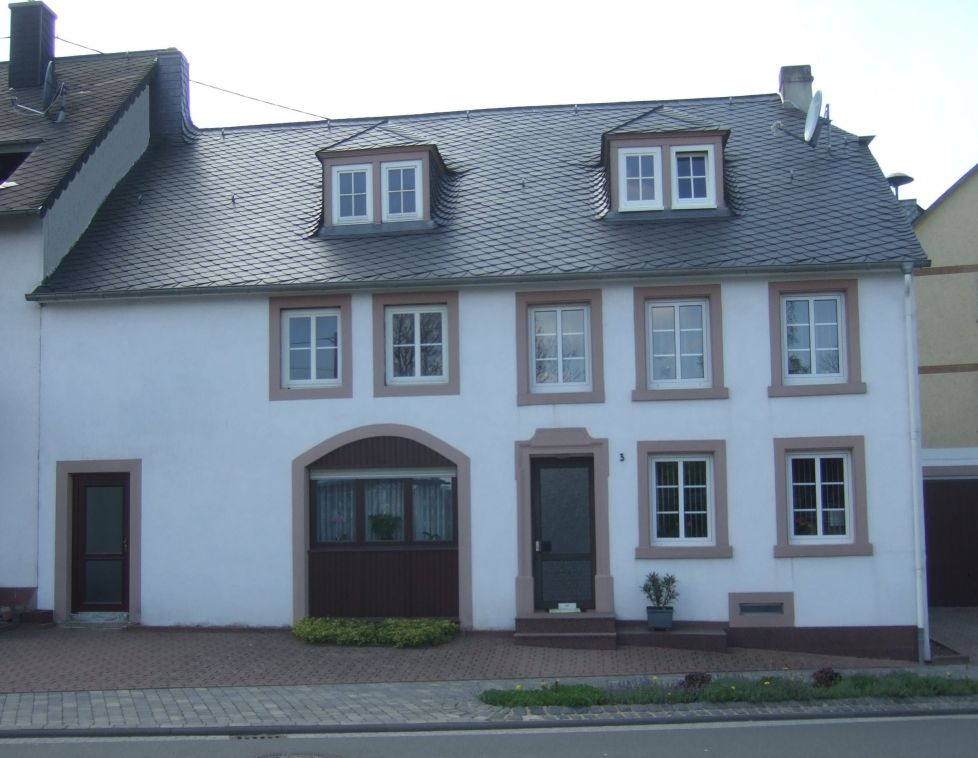
Quereinhaus
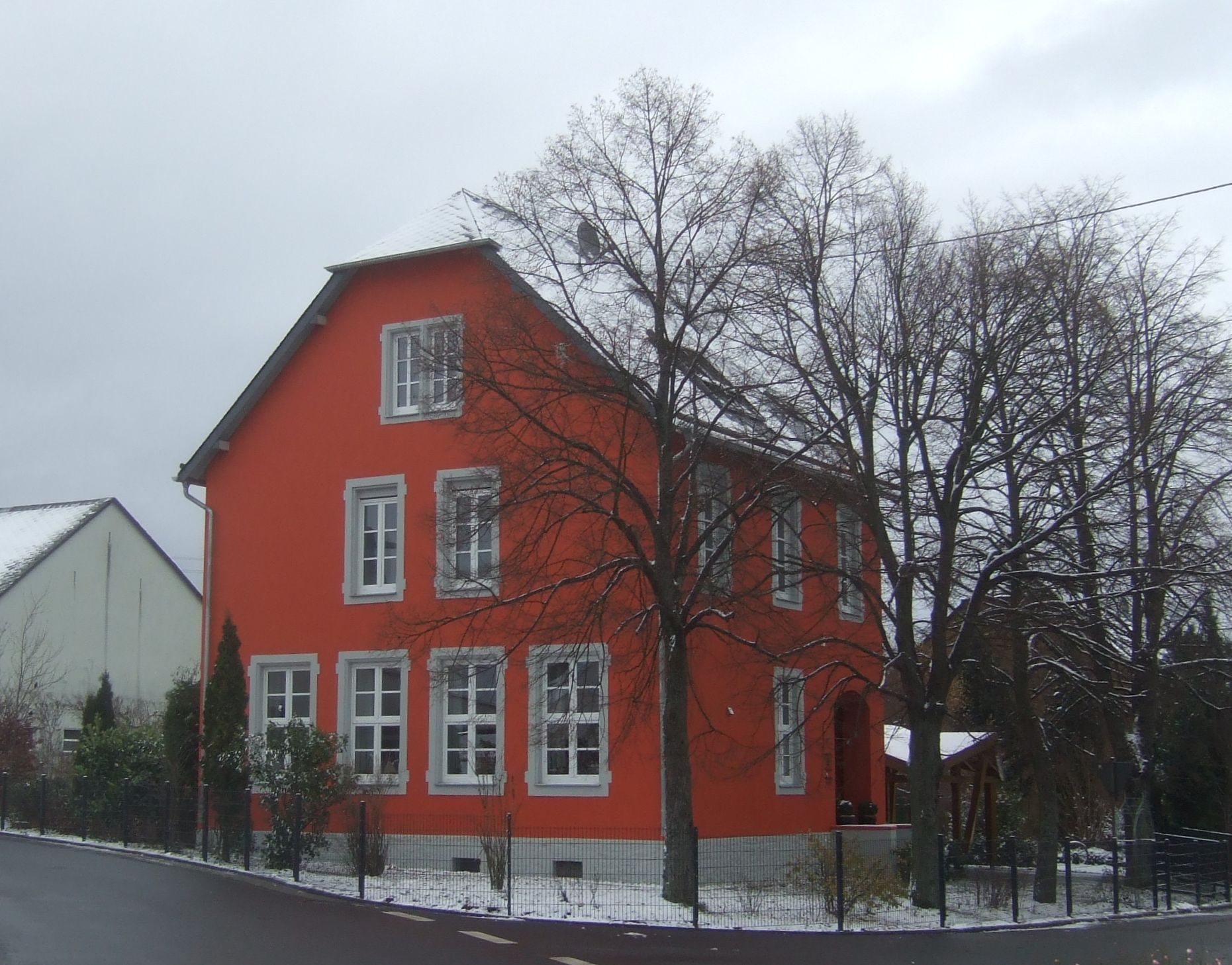
Alte Schule
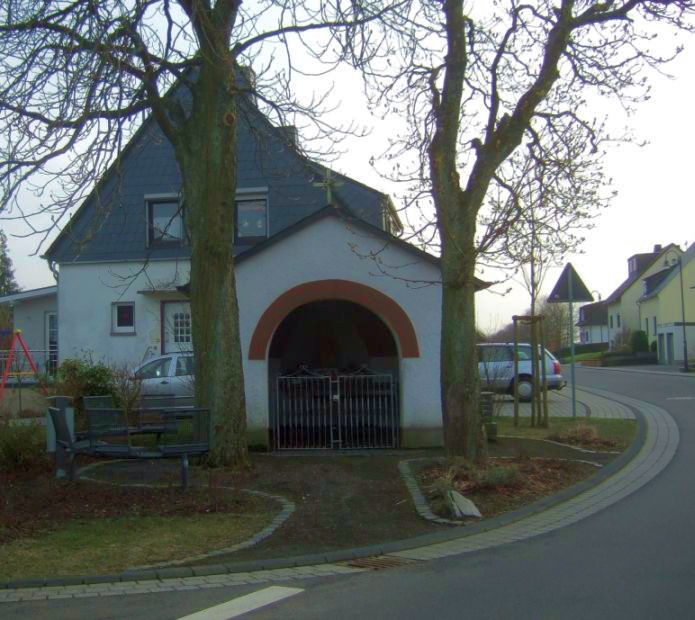
Marienkapelle
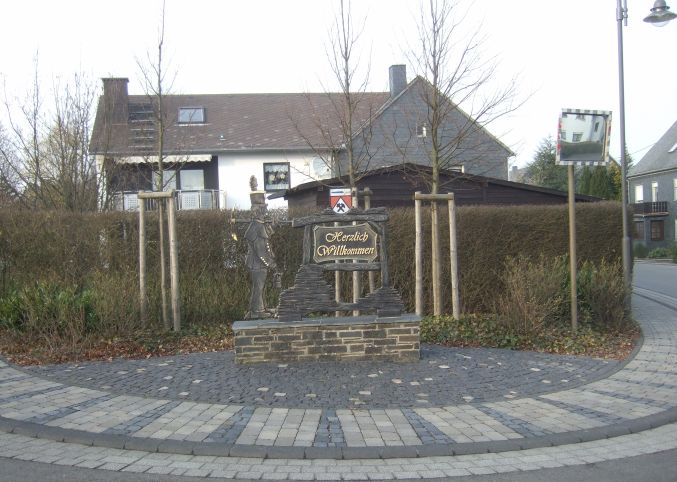
Bergmannsskulptur